# Barbara Lazović
Barbara Lazović (n. Varlec, 4 ianuarie 1988, în Brežice) este o handbalistă slovenă care joacă pentru echipa românească CSM București și echipa națională a Sloveniei. Lazović evoluează pe postul de intermediar dreapta.

## Palmares
- Liga Națională:
  -  Locul 2: 2019

- Cupa României:
  -  Câștigătoare: 2019

- Supercupa României:
  - Finalistă: 2018

- Liga Feminină de Handbal a Macedoniei:
  -  Câștigătoare: 2015, 2016, 2017, 2018

- Cupa Macedoniei:
  -  Câștigătoare: 2015, 2016, 2017, 2018

- Prima Ligă Slovenă:
  -  Câștigătoare: 2008, 2009, 2011, 2012, 2013, 2014

- Cupa Sloveniei:
  -  Câștigătoare: 2008, 2009, 2011, 2012, 2013, 2014

- Supercupa Sloveniei:
  -  Câștigătoare: 2014

- Liga Campionilor EHF:
  - Medalie de argint: 2017
  - Medalie de bronz: 2015, 2016
  - Semifinalistă: 2013

- Cupa Cupelor EHF:
  - Sfert-finalistă: 2008

## Viața particulară
Din iulie 2011, Barbara este căsătorită cu handbalistul muntenegrean de origine sârbă Vuk Lazović.